# یگوریفسک
شهر یگوریفسک (به روسی: Егорьевск) در کشور روسیه و در اوبلاست مسکو واقع شده‌است.